# Campeonato Mundial de Voleibol de Praia de 2022
O Campeonato Mundial de Voleibol de Praia de 2022 foi a 13.ª edição desta competição organizada pela Federação Internacional de Voleibol (FIVB) que reuniu as melhores duplas mundiais representantes de países, em ambos os gêneros. O torneio ocorreu de 10 a 19 de junho na cidade de Roma, na Itália, com um total de 96 duplas.

## Fórmula de disputa
A competição foi disputada por 48 duplas, distribuídas proporcionalmente entre os Grupos A, B, C, D, E, F, G, H, I, J, K e L. Nestes grupos, as duplas se enfrentaram em sistema de pontos corridos, ou seja, todos contra todos; o primeiro e o segundo colocado de cada grupo, um total de 24 duplas, avançaram para a rodada das 32 duplas, esta completada pelas quatro duplas com melhor índice na terceira colocação. As quatro últimas vagas foram conhecidas após a disputa das 8 duplas na "repescagem", que reuniu as outras terceiras colocadas; enquanto as quartas colocadas de cada grupo foram eliminadas da competição.
Após a rodada de 32 duplas (fase eliminatória), avançaram para as oitavas de final as 16 melhores equipes. Posteriormente, formaram as quartas de final, semifinal e final.

## Sorteio dos grupos
O sorteio dos grupos foi realizado no dia 31 de maio de 2022, na cidade de Jūrmala, na Letônia.

## Local dos jogos
| Local        |
| ------------ |
| Roma, Itália |
| Foro Italico |
|              |

## Campeões
| Evento                     | Ouro                        | Prata                            | Bronze                       |
| Torneio masculino detalhes | Anders Mol Christian Sørum  | Renato Lima Vitor Felipe         | André Stein George Wanderley |
| Torneio feminino detalhes  | Eduarda Lisboa Ana Patrícia | Sophie Bukovec Brandie Wilkerson | Svenja Müller Cinja Tillmann |

## Quadro de medalhas
| Ordem | País     | Ouro | Prata | Bronze |   |
| 1     | Brasil   | 1    | 1     | 1      | 3 |
| 2     | Noruega  | 1    | 0     | 0      | 1 |
| 3     | Canadá   | 0    | 1     | 0      | 1 |
| 4     | Alemanha | 0    | 0     | 1      | 1 |
| Total | Total    | 2    | 2     | 2      | 6 |